# Подольский, Василий Ильич
Васи́лий Ильи́ч Подо́льский (1864 — 1938) — член III Государственной думы от Подольской губернии, священник.

## Биография
Православный. Сын протоиерея.

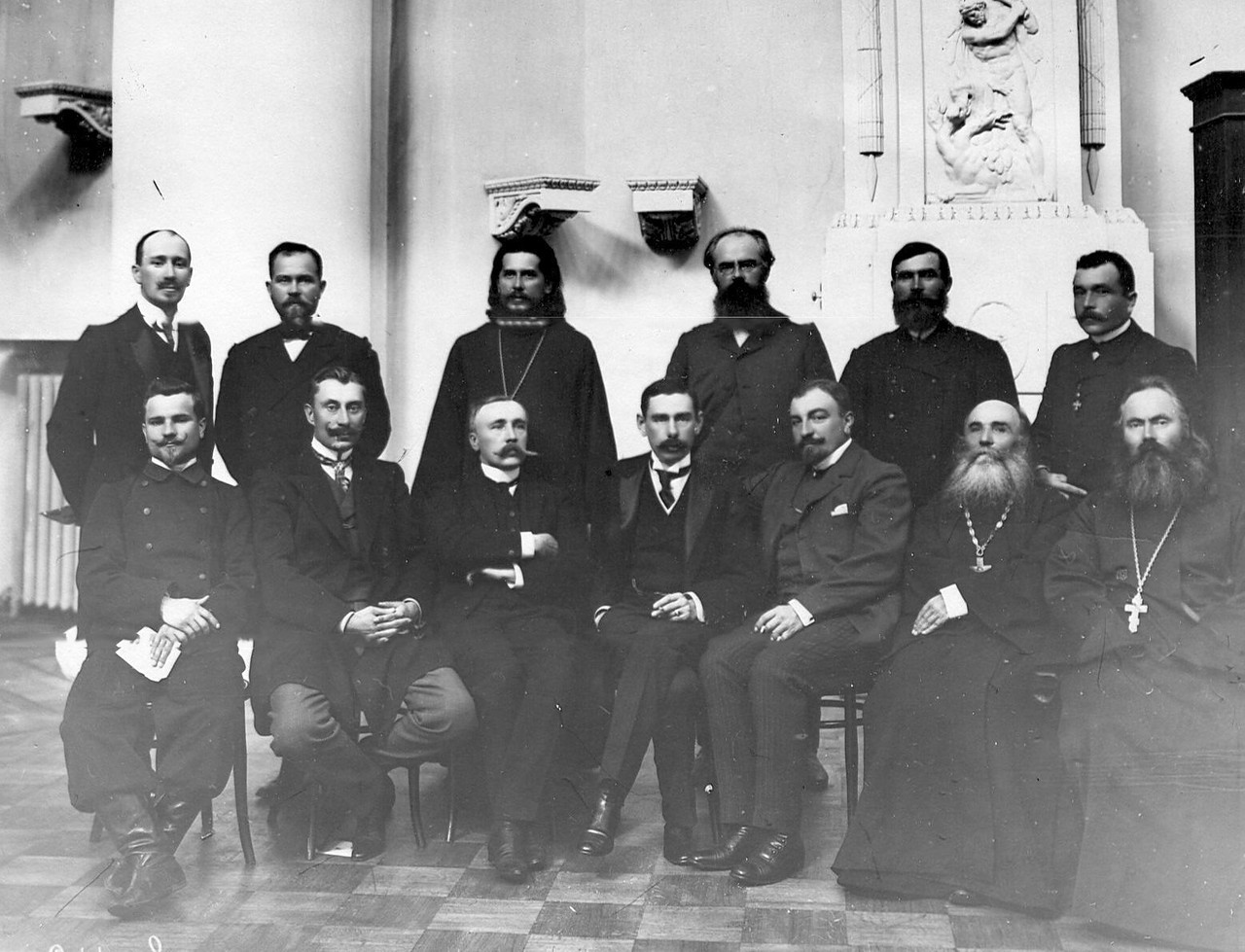
Депутаты Государственной думы Российской империи III созыва, от Подольской губернии. Сидят: Андрийчук Г. А., Потоцкий А. А., Червинский Г. Е., Балашёв П. Н., Гижицкий А. С., Маньковский Г. Т., Сендерко М. И.; стоят: Чихачёв Д. Н., Пахальчак В. К., Подольский В. И., Балаклеев И. И., Николенко П. Е., Галущак С. О.

Окончил Подольскую духовную семинарию со званием студента.
С 1885 по 1891 год служил при Тульчинском духовном училище. В 1891 году был рукоположен в священники к церкви села Юзефовки Балтского уезда. Также занимал должности: депутата училищных и епархиальных съездов, окружного наблюдателя церковных школ и члена строительного комитета. Дважды был председателем Подольского епархиального съезда духовенства. Состоял членом «Союза русского народа».
В 1907 году был избран членом III Государственной думы от Подольской губернии. Входил во фракцию правых. Состоял членом комиссий: бюджетной, по местному самоуправлению и финансовой.
После Октябрьской революции продолжал служить в Юзефовке. Был арестован в 1936 году. Умер в тюрьме в 1938 году.
Был женат, имел двух дочерей и четырех сыновей.